# Denisar Arneiro
Denisar de Almeida Arneiro (Três Rios, 28 de junho de 1927 — Rio de Janeiro, 31 de julho de 2017) foi um empresário e político brasileiro. Exerceu o mandato de deputado federal por duas vezes, sendo deputado constituinte em 1987. Casou-se com Rute Heser Arneiro, com quem teve três filhos. O segundo casamento foi com Teresinha Pereira Gonçalves Coelho Arneiro, com quem teve quatro filhos.

## Trajetória
Após concluir os estudos iniciais, trabalhou em um banco e concluiu um cursou no Instituto Técnico de Contabilidade Bancária, em São Paulo. Denisar começou a carreira política participando, em Barra Mansa, da comissão executiva do diretório municipal do Partido Trabalhista Brasileiro (PTB). Em 1965, foi fundador e presidente em Barra Mansa do Movimento Democrático Brasileiro (MDB). Fundou a Transportadora Cimetal S.A., Transporte Comercial de Ferro S.A., Transportes Arneiro Ltda., da Transporte Sideral S.A., em Barra Mansa. 
Em 1967, integrou-se a Associação Nacional das Empresas de Transportes Rodoviários de Cargas junto ao Ministério dos Transportes. Assumiu a presidência da Associação Nacional das Empresas de Transporte de Carga em 1973. 
Em 1980, assumiu também a presidência do Instituto Nacional dos Transportadores do Aço e tornou-se representante do Sindicato das Empresas de Transportes Rodoviários do Estado do Rio de Janeiro junto à Federação das Empresas de Transportes Rodoviários até 1982, quando foi eleito deputado federal pela primeira vez. Reeleito em 1987, foi membro da Assembleia Constituinte. Em 1990, assumiu a secretaria estadual de Transporte no governo de Moreira Franco. Voltou a se candidatar a deputado federal em 1998, mas não foi eleito. 
Morreu em 31 de julho de 2017 aos 90 anos após estar internado por trinta dias vítima de pneumonia.